# Brignemont
Brignemont (okzitanisch: Brinhemont) ist eine französische Gemeinde mit 367 Einwohnern (Stand: 1. Januar 2022) im Département Haute-Garonne in der Region Okzitanien. Sie gehört zum Arrondissement Toulouse und zum Kanton Léguevin. Die Einwohner heißen Brignemontois und Brignemontoises.

## Geografie
Brignemont liegt an der Grenze zu den Départements Gers und Tarn-et-Garonne, etwa 41 Kilometer nordwestlich von Toulouse. Umgeben wird Brignemont von den Nachbargemeinden Le Causé im Norden, Cabanac-Séguenville im Norden und Nordosten, Lagraulet-Saint-Nicolas im Osten, Cox im Osten und Südosten, Laréole und Sainte-Anne im Süden, Sarrant im Westen sowie Maubec im Nordwesten.

## Bevölkerungsentwicklung
| Jahr                       | 1962 | 1968 | 1975 | 1982 | 1990 | 1999 | 2006 | 2013 | 2020 |
| Einwohner                  | 390  | 324  | 330  | 338  | 314  | 317  | 342  | 391  | 369  |
| Quellen: Cassini und INSEE |      |      |      |      |      |      |      |      |      |

## Sehenswürdigkeiten
- Reste eines keltischen Oppidums
- Kirche Saint-Michel
- Kirche Sainte-Menne
- Windmühle, erbaut 1740, seit 1991 einschließlich des Mechanismus als Monument historique klassifiziert

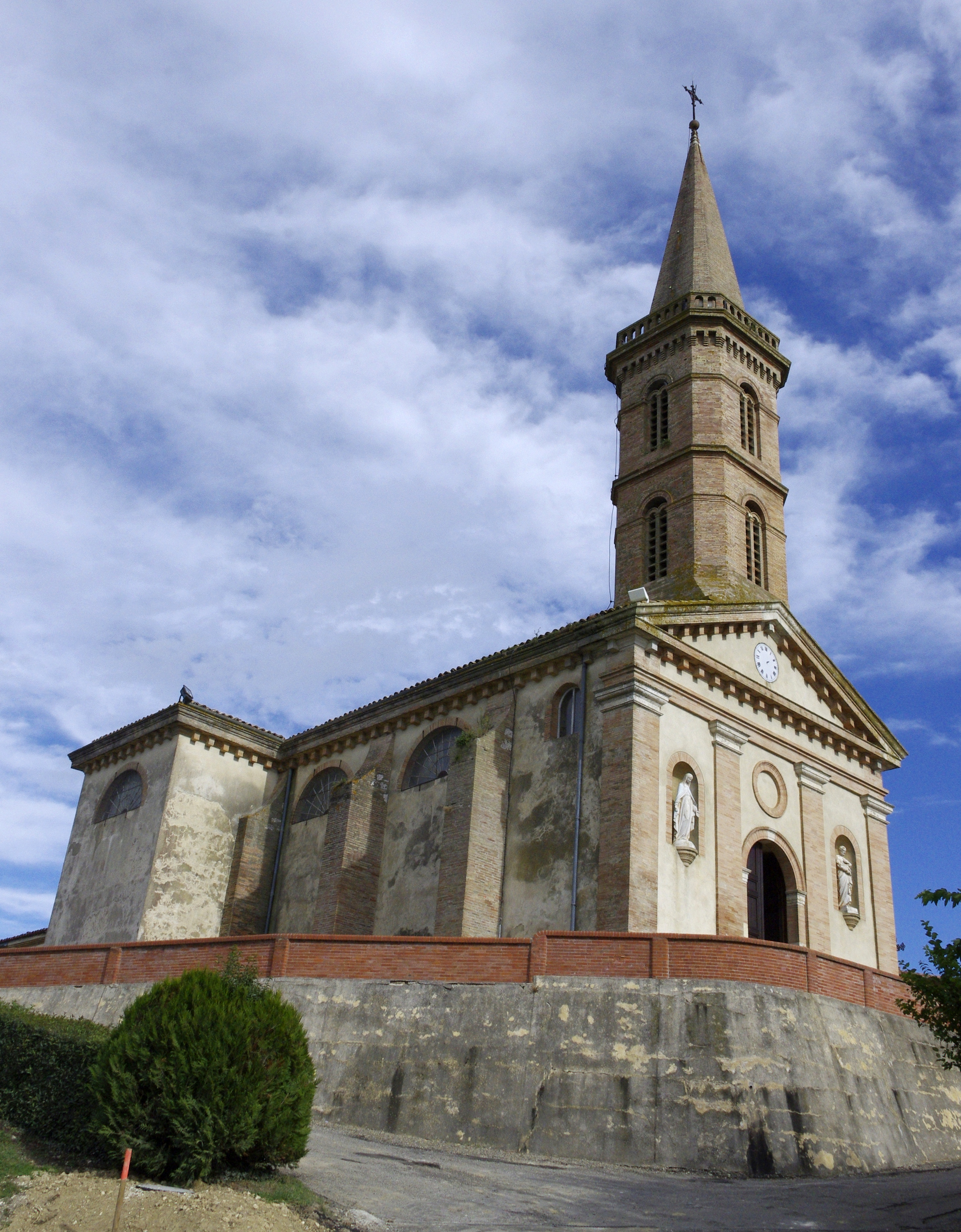
Kirche Saint-Michel
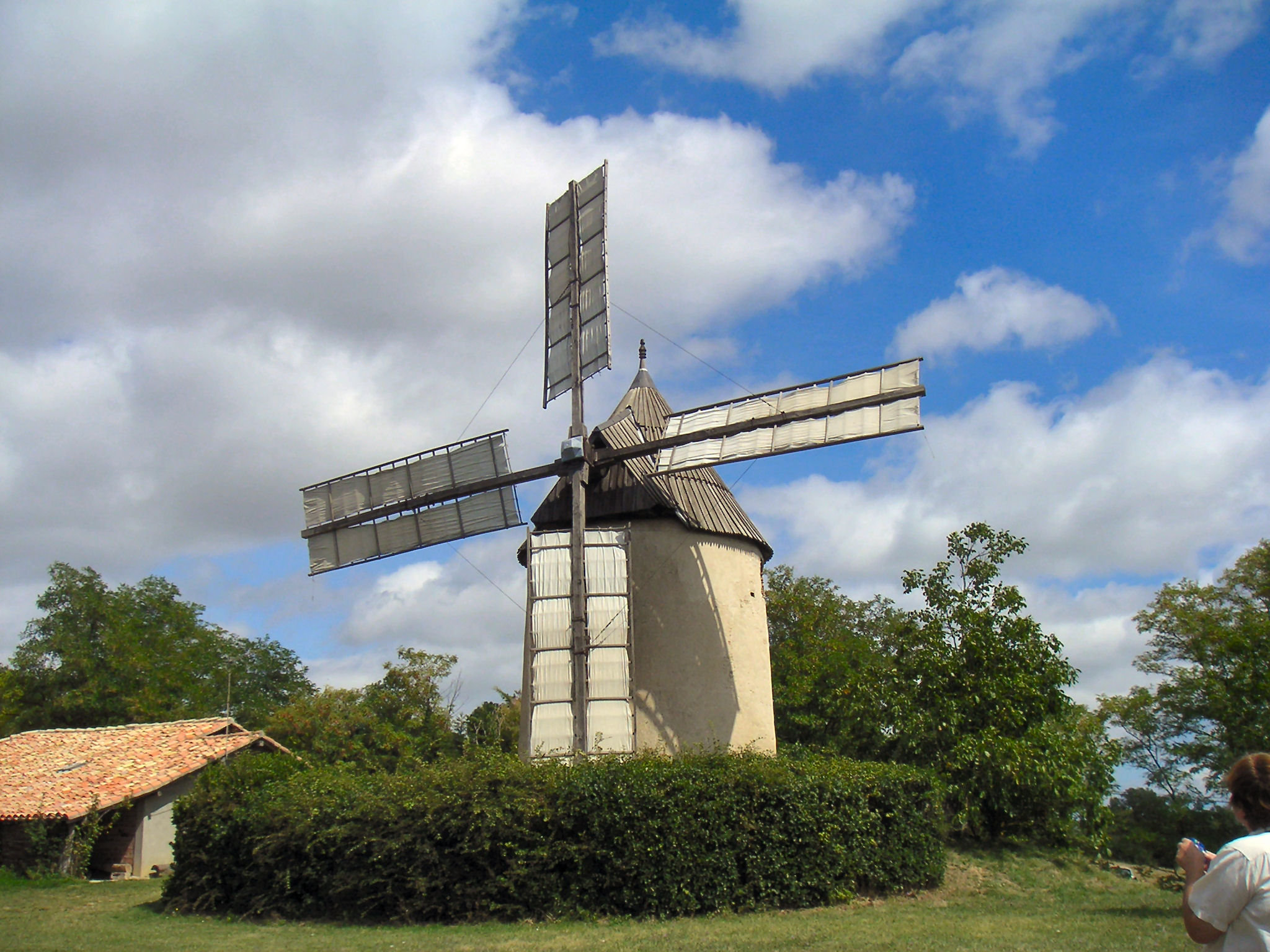
Mühle